# Английский пациент (фильм)
«Англи́йский пацие́нт» (англ. The English Patient) — американский драматический фильм 1996 года автора сценария и режиссёра Энтони Мингеллы. Картина основана на одноимённом романе Майкла Ондатже, за который он в 1992 году получил Букеровскую премию. Писатель тесно сотрудничал с кинокомпанией во время создания фильма и заявил, что он доволен тем, каким получился фильм.
Главные роли исполнили Рэйф Файнс в образе графа Ласло Альмаши, Кристин Скотт Томас в образе Кэтрин Клифтон и Жюльет Бинош в образе медсестры Ханны. Во второстепенных ролях снялись Уиллем Дефо, Навин Эндрюс, Колин Фёрт, Кевин Уотли, Юрген Прохнов, Джулиан Уэдхем, Рэймонд Култхард и Доминик Мафэм.
Премьера фильма состоялась 6 ноября 1996 года в Лос-Анджелесе. Дистрибьютором фильма выступила компания Miramax Films. Бюджет картины составил 27 миллионов долларов, а кассовые сборы по всему миру — свыше 230 миллионов долларов.
В 1997 году фильм был выдвинут на соискание премии Американской киноакадемии в 12 номинациях и в результате получил «Оскар» в 9 из них, включая награду в категории «Лучший фильм». Также фильм был удостоен двух премий «Золотой глобус» и шести премий Британской академии кино и телевизионных искусств.
Исполнительница роли медсестры Ханны Жюльет Бинош получила награды Британской академии «BAFTA» и Американской академии «Оскар» в категории «Лучшая актриса второго плана».

## Сюжет
Над Сахарой летит биплан, в его кабине двое: на переднем сиденье молодая женщина в шёлковом платке, за штурвалом — мужчина. Неожиданно самолёт сбивают с земли солдаты, одетые в немецкую форму (становится понятно, что действие происходит в период Второй мировой войны). Подбитый самолёт стремительно падает, взрывается и горит. Туареги находят обломки самолёта и пассажиров. Мужчина ещё жив. Его заворачивают в ткань и везут через пустыню к местному лекарю, который спасает ему жизнь.
Пилот выжил, но он теперь мало похож на человека. Это кусок обгорелой, покрытой шрамами плоти. Жизнь ещё держится в нём, но её угасание очевидно. Пилот не помнит ничего, даже своего имени. Всё, что с ним нашли, это томик Геродота. Окружающие замечают британский акцент и называют его «английский пациент».
Идут последние дни войны. После переправки в Италию выживший пилот оказывается на попечении молодой медсестры, Ханны (Жюльет Бинош). Остальных раненных эвакуируют санитарным поездом, но английский пациент может не пережить ещё одного переезда и она с больным остаётся в заброшенном монастыре. Италия освобождается союзными американскими и английскими войсками. Сама пережившая недавно трагедию потери любимого человека, Ханна ищет успокоения. На фоне весеннего пробуждения природы Италии протекают последние дни английского пациента. Сестра ухаживает за больным, читает книги из местной библиотеки. Сильные боли приходится купировать морфином, из-за чего больной находится между сном и явью.
Неожиданно третьим компаньоном умирающего и его сиделки становится загадочный канадец с изуродованными руками, называющий себя Караваджо. Караваджо ищет человека, по чьей милости ему пришлось перенести пытки нацистов — того, кто выдал немцам агентурную сеть в Египте, участником которой был Караваджо, и карты местности.
В монастыре останавливается группа саперов, которой командует индус-сикх Кип. Между Ханной и Кипом происходит спонтанная романтическая связь. Вскоре Кип покидает обитель, предлагая Ханне поехать с ним, но девушка отказывается.
Благодаря Ханне и Караваджо к умирающему возвращаются воспоминания. Он оказывается венгерским историком, картографом — графом Ласло Альмаши. В конце 1930-х годов международная группа исследователей, включая Альмаши и его лучшего друга англичанина Мэдокса, занималась картографированием севера Африки и открыла Пещеру Пловцов. К экспедиции присоединяются знакомые Мэдокса, молодые супруги Клифтоны — Джеффри и Кэтрин. Во время перехода в пустыне происходит несчастный случай, Ласло и Кэтрин переживают его вдвоём. Вскоре между ними началась бурная и тайная страсть. Джеффри догадывается о происходящем. При этом Джеффри участвует в картографической экспедиции лишь для прикрытия, на самом деле он работает на разведку, его товарищем является Караваджо. Доведенный до отчаяния, Джеффри решает убить себя, Кэтрин и её любовника: в день, когда они на своём самолёте должны забрать Ласло из пустыни возле Пещеры Пловцов, Джеффри направляет машину прямо в соперника с тем, чтобы при крушении погибли все трое. Но Ласло удаётся спастись, погибает лишь Джеффри, а Кэтрин получает тяжёлые травмы. Ласло переносит любимую в пещеру и отправляется за помощью.
Добравшись до городка Эль-Таг он обращается к британским войскам. Однако военные решают, что он шпион нацистов и переправляют его для разбирательства поездом. Драгоценное время уходит. Ласло бежит во время этапирования и выходит на лагерь нацистов. Он договаривается передать им карты местности за то, что ему дадут топливо для старого самолёта Мэддокса, спрятанного в укромном месте. Так в руки врага попадают карты севера Африки, составленные картографами. Караваджо и другие, столкнувшись с исчезновением супругов Клиффтонов, решают, что Ласло всегда был шпионом и предателем, что он расправился с Джеффри и Кэтрин, и скрылся... Мэдокс кончает с собой, Караваджо оказывается в руках нацистов.
...Когда Ласло наконец-то добирается до пещеры, Кэтрин мертва.

Узнав подробности истории Альмаши, Караваджо понимает, что не имеет права мстить ему. Но Ласло просит Ханну помочь ему уйти мирно, подталкивая смертельную дозу обезболивающего, когда она готовит очередную инъекцию... В последние минуты Ханна читает на полях книги Геродота предсмертную записку Кэтрин: 
Дорогой мой! Я жду тебя. Как долог день в темноте! Или прошла неделя? Костёр погас. Мне ужасно холодно. Я должна выползти наружу, но там палит солнце. Боюсь, я зря трачу свет лампы на рисунки и на это письмо. Мы умираем. Мы умираем. Мы умираем, обогащённые любовью, путешествиями. Всем, что вкусили. Телами, в которые вошли, по которым плыли, как по рекам. Страхами, в которых прятались, как в этой мрачной пещере. Хочу, чтобы всё это оставило след на моём теле. Мы - истинные страны, а не те, что начертаны на картах, что носят имена могущественных людей. Я знаю, ты придёшь и отнесёшь меня во Дворец Ветров. Это всё, чего я хотела: отправиться в такое место с тобой. С друзьями. На Землю без карт. Лампа погасла. И я пишу в темноте...
В финале Ханна и Караваджо оставляют монастырь, в саду которого похоронен английский пациент, и отправляются во Флоренцию.
...в последних кадрах Альмаши выносит тело Кэтрин из Пещеры Пловцов и подымает самолёт в воздух. Перед ним лежит бескрайняя пустыня.

## В ролях
| Актёр               | Роль                      |
| ------------------- | ------------------------- |
| Ральф Файнс         | граф Ласло Альмаши        |
| Кристин Скотт Томас | Кэтрин Клифтон            |
| Жюльет Бинош        | Ханна                     |
| Уиллем Дефо         | Дэвид Караваджо           |
| Навин Эндрюс        | Кип                       |
| Колин Фёрт          | Джеффри Клифтон           |
| Кевин Уотли         | сержант Харди             |
| Юрген Прохнов       | майор Мюллер              |
| Джулиан Уэдхем      | Мэдокс                    |
| Рэймонд Култхард    | Руперт Дуглас             |
| Доминик Мафэм       | английский офицер в Ливии |

## Съёмки
Фильм снимался в Тунисе и Италии в период с сентября 1995 года по январь 1996 года с производственным бюджетом в 31 миллион долларов.
В фильме используются два типа самолётов: De Havilland DH82 Tiger Moth и Boeing-Stearman Model 75. Оба являются бипланами. Сцена крушения лагеря была сделана с помощью модели в масштабе 1/2.
В фильме прозвучала венгерская народная песня «Szerelem, Szerelem» в исполнении Muzsikas при участии Марты Шебештьен.

## Награды и номинации
Ниже перечислены основные награды и номинации. Полный список см. на IMDb.com (англ.)
| Премия                         | Категория                                         | Имя                                                                                | Результат |
| ------------------------------ | ------------------------------------------------- | ---------------------------------------------------------------------------------- | --------- |
| Оскар                          | Лучший фильм                                      | Сол Зэнц                                                                           | Победа    |
| Оскар                          | Лучшая режиссура                                  | Энтони Мингелла                                                                    | Победа    |
| Оскар                          | Лучшая мужская роль                               | Рэйф Файнс                                                                         | Номинация |
| Оскар                          | Лучшая женская роль                               | Кристин Скотт Томас                                                                | Номинация |
| Оскар                          | Лучшая женская роль второго плана                 | Жюльет Бинош                                                                       | Победа    |
| Оскар                          | Лучший адаптированный сценарий                    | Энтони Мингелла                                                                    | Номинация |
| Оскар                          | Лучшая операторская работа                        | Джон Сил                                                                           | Победа    |
| Оскар                          | Лучшая работа художника-постановщика              | Стюарт Крэйг, Стефени Макмиллан                                                    | Победа    |
| Оскар                          | Лучший дизайн костюмов                            | Энн Рот                                                                            | Победа    |
| Оскар                          | Лучший монтаж                                     | Уолтер Мёрч                                                                        | Победа    |
| Оскар                          | Лучшая музыка к фильму                            | Габриэль Яред                                                                      | Победа    |
| Оскар                          | Лучший звук                                       | Уолтер Мёрч, Марк Бергер, Дэвид Паркер, Кристофер Ньюман                           | Победа    |
| BAFTA                          | Лучший фильм                                      | Сол Зэнц, Энтони Мингелла                                                          | Победа    |
| BAFTA                          | Лучшая режиссура                                  | Энтони Мингелла                                                                    | Номинация |
| BAFTA                          | Лучшая мужская роль                               | Рэйф Файнс                                                                         | Номинация |
| BAFTA                          | Лучшая женская роль                               | Кристин Скотт Томас                                                                | Номинация |
| BAFTA                          | Лучшая женская роль второго плана                 | Жюльет Бинош                                                                       | Победа    |
| BAFTA                          | Лучший адаптированный сценарий                    | Энтони Мингелла                                                                    | Победа    |
| BAFTA                          | Лучшая операторская работа                        | Джон Сил                                                                           | Победа    |
| BAFTA                          | Лучшая работа художника-постановщика              | Стюарт Крэйг                                                                       | Номинация |
| BAFTA                          | Лучший дизайн костюмов                            | Энн Рот                                                                            | Номинация |
| BAFTA                          | Лучший монтаж                                     | Уолтер Мёрч                                                                        | Победа    |
| BAFTA                          | Лучший грим                                       | Фабрицио Сфорза, Найджел Бут                                                       | Номинация |
| BAFTA                          | Лучшая музыка к фильму                            | Габриэль Яред                                                                      | Победа    |
| BAFTA                          | Лучший звук                                       | Уолтер Мёрч, Марк Бергер, Пэт Джексон, Дэвид Паркер, Кристофер Ньюман, Иван Шэррок | Номинация |
| Золотой глобус                 | Лучший фильм — драма                              |                                                                                    | Победа    |
| Золотой глобус                 | Лучшая режиссура                                  | Энтони Мингелла                                                                    | Номинация |
| Золотой глобус                 | Лучшая мужская роль в драме                       | Рэйф Файнс                                                                         | Номинация |
| Золотой глобус                 | Лучшая женская роль в драме                       | Кристин Скотт Томас                                                                | Номинация |
| Золотой глобус                 | Лучшая женская роль второго плана                 | Жюльет Бинош                                                                       | Номинация |
| Золотой глобус                 | Лучший сценарий                                   | Энтони Мингелла                                                                    | Номинация |
| Золотой глобус                 | Лучшая музыка к фильму                            | Габриэль Яред                                                                      | Победа    |
| Премия Гильдии киноактёров США | Лучший актёрский состав                           |                                                                                    | Номинация |
| Премия Гильдии киноактёров США | Лучшая мужская роль                               | Рэйф Файнс                                                                         | Номинация |
| Премия Гильдии киноактёров США | Лучшая женская роль                               | Кристин Скотт Томас                                                                | Номинация |
| Премия Гильдии киноактёров США | Лучшая женская роль второго плана                 | Жюльет Бинош                                                                       | Номинация |
| Грэмми                         | Лучшая песня, написанная для кино или телевидения | Габриэль Яред                                                                      | Победа    |

### Последующее признание
- 100 лучших британских фильмов за 100 лет по версии BFI (1999) — 55-е место
- 100 самых страстных американских фильмов за 100 лет по версии AFI (2002) — 56-е место